# Île du Grand Rouveau
L'île du Grand Rouveau fait partie de l'archipel des Embiez qui comprend cinq îles avec le petit Rouveau, le petit Gaou, le grand Gaou et la plus grande l'île des Embiez. Elle est située sur le territoire de la commune de Six-Fours-les-Plages dans le Var. Propriété du Conservatoire du Littoral depuis 2000, l'île est gérée par la ville de Six-Fours-les-Plages avec le soutien de l'initiative des Petites Iles de Méditerranée (initiative PIM), portée par la délégation internationale du Conservatoire du Littoral. C’est un endroit idéal pour la plongée sous marine. Aucune ligne régulière ne dessert l'île. Au sommet de la petite île, à 31 m d’altitude se dresse le phare du Grand Rouveau.

## Historique
Cette île achetée en 1652 par Julien de Boyer, seigneur de Bandol, devient par la suite propriété de la Commune. En octobre 1859, l'Administration des Ponts et Chaussées l'acquiert pour la somme de 2 700 francs pour y construire un phare.
Le phare du Grand Rouveau est construit de 1861 à 1863. Il signale le mouillage du Brusc et l'entrée des ports de Bandol. Il est télécontrôlé par la station de Porquerolles, non gardienné et non visitable.

## Milieu naturel

### Géologie
D'après la carte géologique du Bureau de recherches géologiques et minières (BRGM), l'île est uniquement constituée  de roches siliceuses d'origine métamorphiques : les phyllades inférieurs de Six-Fours.

### Flore terrestre
Les arbres et arbustes rencontrés le plus fréquemment sont les suivants : le Pins d'Alep (Pinus halepensis), une des essences les plus typiques du milieu méditerranéen. Il est reconnaissable à son écorce lisse et gris argenté, puis crevassée, épaisse, rouge-brun assez foncé et riche en tanin. Le chêne vert (Quercus ilex), le filaire à feuilles étroites (Phillyrea angustifolia), le pistachier lentisque (Pistacia lentiscus), l'oléastre (Olea europea), le romarin (Rosmarinus officinalis), le fragon petit houx (Ruscus aculeatus) et le Tamaris de France (Tamarix gallica).
La flore du Grand Rouveau présente un grand intérêt car on y trouve des espèces remarquables à savoir : l'ail petit-moly (Allium chamaemoly), la saladelle naine (Limonium pseudominutum), le Séneçon à feuilles grasses (Senecio leucanthemifolium), la Passerine hérissée (Thymelaea hirsuta), le Buplèvre glauque (Bupleurum semicompositum) et l'Orobanche sanguine (Orobanche sanguinea) qui parasite le Lotus d'Allioni (Lotus cytisoides).
Parmi les autres espèces rencontrées on peut citer les suivantes ; La Criste marine (Crithmum maritimum), le Dactyle pelotonné (Dactylis glomerata), l'Immortelle commune (Helichrysum stoechas), l'Inule à feuilles de perce-pierre (Inula crithmoides), la Luzerne des rivages (Medicago littoralis), la Garance voyageuse (Rubia peregrina), le Séneçon cinéraire (Senecio cineraria), la Salsepareille (Smilax aspera), le laiteron âpre (sonchus asper) et le Dompte-venin officinal (vincetoxicum hirundinaria).
On trouve également des Griffes de sorcières (Capobrotus edulis ou Mesembryanthemum edulis). C'est une plante grasse rampante ou pendante formant de grands tapis; elle est facilement reconnaissable à ses feuilles charnues opposées de forme trièdre. Son fruit, appelé parfois figue des Hottentots, peut être consommé. Cette plante originaire d'Afrique du Sud est très envahissante et pose un grave problème écologique car elle compromet la survie d'espèces endémiques et protégés. Cette plante probablement introduite à l'époque par un des gardiens du phare, s'est tellement développée qu'elle a recouvert, d'après le rapport Flore et végétation de l'île du Grand Rouveau et des îlots satellites, près de la moitié des habitats naturels de l'île au début des années 2000. L'initiative pour les petites îles de Méditerranée (PIM) a alors commencé en 2011 une campagne d'arrachage des griffes de sorcière. Ces végétaux sont arrachés manuellement pendant l'été et mis en andains développés suivant les courbes de niveau afin qu'ils se dessèchent sur place et évitent ainsi l'érosion sur sol par les pluies. Ces andains sont placés tous les cinq mètres environ. Des expérimentations de génie écologique sont menées également sur l'île depuis 2013, avec le soutien de la société AGIR écologique. Une pépinière de plants récoltés sur l'île a été installée, afin de ne pas perturber le patrimoine génétique insulaire.

### Faune
L'île du Rouveau est essentiellement peuplée d'oiseaux de mer : Grand Cormoran (Phalacrocorax carbo), Goéland leucophée ou Gabian pour les Provençaux  (Larus michahellis), Mouette rieuse (Chroicocephalus ridibundus), Puffin yelkouan  (Puffinus yelkouan), Puffin cendré (Calonectris diomedea). On trouve également des corneilles noires (Corvus corone).
L'île est également habitée par le lézard des murailles qui prospère n'ayant aucun prédateur pour contenir sa population. Il n'est pas rare de croiser des dizaines de reptiles sur quelques mètres.
Le Phyllodactyle d'Europe (Euleptes europaeus), est présent sur l'île. Il s'agit de l'unique espèce de gecko aujourd'hui identifiée.
La faune aquatique est également importante, on peut voir un grand nombre de poissons de roches tels que : La girelle (Coris julis), appelée aussi girelle royale (pour les mâles) ou girelle commune (pour les femelles), la Girelle paon ou Girelle turque (Thalassoma pavo) devenue rare, la castagnole ou masque (Chromis chromis) de couleur noire, l'Apogon ou Castagnole rouge (Apogon imberbis), la rascasse brune (Scorpaena porcus), la Rascasse rouge (Scorpaena scrofa) ou Chapon voire Escourbe pour les provençaux, le Serran commun (Serranus cabrilla), le Serran écriture ou perche de mer (Serranus scriba) avec sa tache bleu violacé sur le ventre, le Mulet (Mugil cephalus), le Loup ou Bar commun (Dicentrarchus labrax), la Blade ou Oblade (Oblada melanura), la Saupe (Salpa salpa) parfois appelée à tort Daurade rayée car cela prête à confusion avec l'espèce suivante, la Daurade royale (Sparus aurata), la Bogue (Boops boops), le Marbré ou Mourme (Lithognathus mormyrus), le Sar à tête noire ou Veïrade (Diplodus vulgaris), le Sar commun (Diplodus sargus), le Sar à museau pointu (Diplodus puntazzo), l'orphie (Belone belone) ou aiguillette. Enfin on rencontre un grand nombre d'espèces du genre Labre ou Crénilabre ; on peut citer les espèces suivantes : le Labre vert (Labrus viridis) ou serre verte, le Labre merle (Labrus merula) parfois appelé localement Tourdero provenant d'une déformation du nom italien Tordo nero, le Crénilabre paon (Symphodus tinca) ou Rouquier ou en provençal Roucaou qui veut dire rocher car ce poisson aime vivre dans les roches, le Crénilabre ocellé (Symphodus ocellatus), le Crénilabre de Roissal (Symphodus roisali) ou Pite-mouffe car ce poisson mange la mousse, le Sublet (Symphodus rostratus) et le Crénilabre méditerranéen (Symphodus mediterraneus). On trouve également le congre commun (Conger conger) et la Murène commune (Muraena helena). On rencontre également des poissons de la famille des Blennies ou bavarelle ou babouate ou baveuse car son corps est recouvert de mucus, des Gobies.